# Cantonul Sens-Nord-Est
Cantonul Sens-Nord-Est este un canton din arondismentul Sens, departamentul Yonne, regiunea Burgundia, Franța.

## Comune
- Fontaine-la-Gaillarde
- Saint-Clément
- Saligny
- Sens (parțial, reședință)
- Soucy